# CCDC63
CCDC63 (Coiled-coil domain-containing protein 63) es una proteína codificada por el gen con el mismo nombre que participa en la espermiogénesis. Está involucrada en la elongación del flagelo y cabeza de los espermatozoides. Un gen parálogo importante es el CCDC114.

## Relevancia Clínica
Enfermedades asociadas con mutaciones en CCDC63 incluyen la discinesia ciliar primaria.